# Абузар-э-Гаффари
Абуза́р-э-Гаффари́, или Амале́-йе-Тейму́р, или Амале́ Тейму́р, или Омле́ Тейму́р (перс. ابوذر غفّاری‎) — небольшой город на юго-западе Ирана, в провинции Хузестан. Входит в состав шахрестана Шуш и является юго-восточным пригородом его одноимённого центра.
На 2006 год население составляло 8 493 человек.

## География
Город находится на западе Хузестана, в северной части Хузестанской равнины, на высоте 78 метров над уровнем моря.
Абузар-э-Гаффари расположен на расстоянии приблизительно 100 километров к северу от Ахваза, административного центра провинции и на расстоянии 475 километров к юго-западу от Тегерана, столицы страны.